# Jens Bratlie
Jens Kristian Meinich Bratlie (ur. 17 stycznia 1856 w Nordre Land, zm. 15 września 1939 w Oslo) – norweski prawnik, wojskowy oraz polityk, premier Norwegii w latach 1912–1913.

## Życiorys

### Edukacja
Urodził się w 1856 roku jako syn prawnika i komornika Erika Bratliego (1814–1890) i Boletty Sofii Meinich (1821–1870). Po śmierci matki został adoptowany przez rodzinę przemysłowca Jørgena Meinicha. W 1880 roku ukończył akademię wojskową w stopniu oficera. Następnie studiował na Uniwersytecie w Oslo, gdzie w 1886 roku uzyskał stopień naukowy z dziedziny prawa pozwalający mu pracować jako wysoki urzędnik państwowy.

### Początki w polityce
W latach 1889–1893 pełnił funkcję sekretarza w Departamencie Obrony. Awansował, zostając najpierw komisarzem generalnym ds. poboru do wojska (1898), a następnie w 1906 roku sędzią-rzecznikiem armii Norwegii, ostatecznie awansując na stopień generała dywizji w 1911 roku.
Kryzys rekrutacyjny partii konserwatywnej otworzył drogę do polityki młodszym urzędnikom, w tym Bratliemu, który zaczął odgrywać coraz większą rolę wśród członków Stortingu, głównie wśród konserwatystów. W latach 90. XIX wieku Norweską Partię Konserwatywną Høyre podzielił pogląd na temat unii personalnej ze Szwecją. Podczas gdy premier Emil Stang i jego zwolennicy byli powściągliwi, przyjaciel króla Oskara II, Yngvar Nielsen, podkreślał pozytywne aspekty takiej unii. Podobnie uważał Jens Bratlie, który utrzymywał bliskie kontakty z księciem Gustawem za pośrednictwem ich wspólnego przyjaciela Thomasa Fearnleya. Fearnley i Bratlie uważali unię za ważną dla Norwegii, zwłaszcza z uwagi na kwestie obronności. Tego poglądu nie podzielał konkurent polityczny Bratliego pułkownik Georg Stang – liberalny minister obrony w latach 1900–1903. Podczas gdy Bratlie i członkowie Partii Konserwatywnej chcieli mobilnej armii polowej, która mogłaby bronić Półwyspu Skandynawskiego wraz z siłami szwedzkimi, Stang i Partia Liberalna chciały, aby siły wojskowe mogły bronić Norwegii przed możliwym szwedzkim atakiem wojskowym. Po śmierci Stanga w 1907 roku Bratlie wzmocnił swoją pozycję w Stortingu, zajmując się przede wszystkim obronnością kraju. W latach 1910–1912 pełnił funkcję prezydenta Stortingu.

### Wybór na premiera
Bratlie przejął władzę, gdy premier Wollert Konow musiał zrezygnować ze swojej funkcji w lutym 1912 roku. Powodem rezygnacji Konowa były jego pozytywne uwagi na temat „nynorsk” – standardu językowego opartego na dialektach wiejskich – w przemówieniu do Stowarzyszenia Młodych Rolników. Sam Bratlie nie podzielał twardej „miejskiej linii” Partii Konserwatywnej a jego konserwatyzm był zakotwiczony na wsi. Na stanowisko ministra kościoła i edukacji wybrał Edvarda A. Liljedahla, polityka posługującego się nynorskiem. Bratlie połączył urząd premiera z tekami ministra obrony oraz ministra finansów.
Bratlie był w stanie lepiej niż inni w Partii Konserwatywnej współpracować z innymi partiami. Mimo tego, jego wysiłki zmierzające do utworzenia szerokiej koalicji niesocjalistycznej poniosły porażkę w wyborach w 1912 roku, w których Partia Liberalna zyskała większość. Kiedy Storting zebrał się na początku 1913 roku, rząd Bratliego złożył rezygnację przyjętą 31 stycznia, a nowy rząd powstał pod kierownictwem Gunnara Knudsena.

### Dalsze życie
Podczas I wojny światowej Bratlie działał na rzecz zabezpieczenia importu zbóż. W latach 1916–1918 był posłem do Stortingu. Pozostał przewodniczącym Partii Konserwatywnej do 1919 roku, ale nie został nominowany do ponownego wyboru. W 1925 roku, wraz z Christianem Michelsenem i Fridjofem Nansenem brał udział w założeniu Fedrelandslaget (Stowarzyszenia Patriotycznego).
Bratlie zmarł 15 września 1939 roku w Oslo. Został pochowany 21 września na Cmentarzu Chrystusa Zbawiciela w Oslo. Nigdy się nie ożenił i nie miał potomstwa. Tym samym jest w historii Norwegii jedynym premierem stanu wolnego.

## Bibliografia

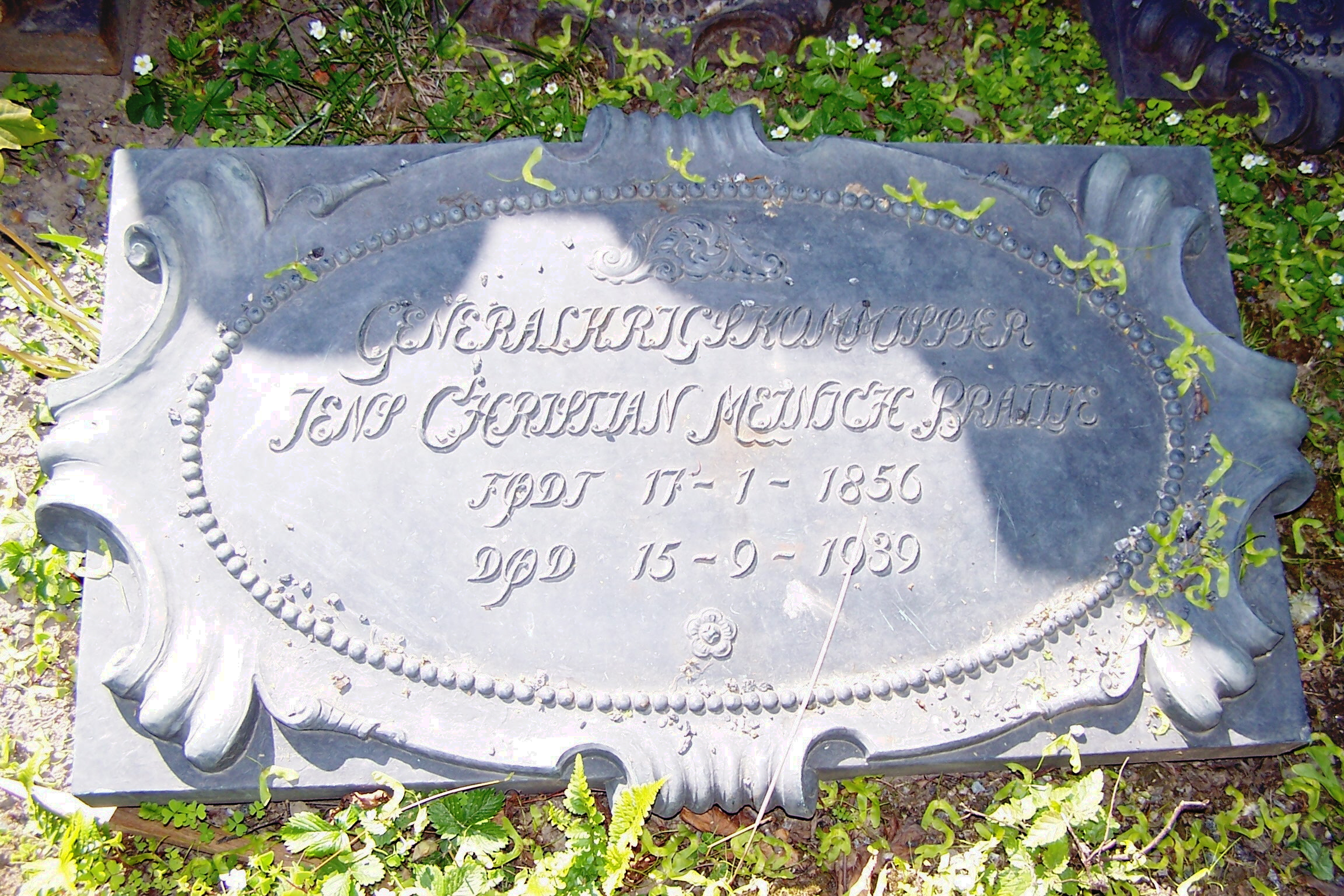
Nagrobek Bratliego na Cmentarzu w Oslo